# Серапіонові брати

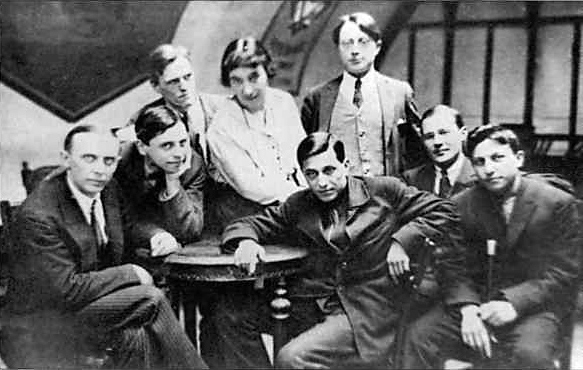
Члени літературного об'єднання «Серапіонові брати» (зліва-направо): Костянтин Федін, Михайло Слонімський, Микола Тихонов, Єлизавета Полонська, Михайло Зощенко, Микола Нікітін, Ілля Груздєв, Веніамін Каверін

«Серапіонові брати» (рос. Серапионовы братья) — об'єднання молодих письменників прозаїків, поетів і критиків, що виникло в Петрограді 1 лютого 1921 року. Назва запозичена з збірки новел німецького романтика Е.Т.А. Гофмана «Серапіонові брати», в яких фігурує літературне співтовариство імені пустельника Серапіона.
Групу утворили учні Євгена Замятіна і Віктора Шкловського. В різний час групою керували керували Корній Чуковський, Микола Гумільов і Борис Ейхенбаум. Ідейним керівником групи був Євген Замятін.
В групу входили: Лев Лунц, Ілля Груздєв, Михайло Зощенко, Веніамін Каверін, Микола Нікітін, Михайло Слонімський, Єлизавета Полонська, Костянтин Федін, Микола Тихонов, Всеволод Іванов. «Канонічний» склад групи зображений на фотографії 1921 року. Пізніше до групи приєднався Володимир Познер.
Об'єднання декларувало свою аполітичність, виступало проти ідейності в мистецтві. Репресії і посилення цензурного гніту змусили частину «серапіоновців» та їх захисників емігрувати: в 1921 емігрували Горький, Шкловський, Познер, в 1923 — Лунц. Решта прийняли платформу радянської влади: Федін написав «Викрадення Європи», Тихонов — «Кочівники» і «Війна», Слонімський «Повість про Левіне» тощо.
В 1923—1924 об'єднання почало занепадати, в 1924 до Москви перебралися Нікітін і Іванов, в 1926 збори припинились.